# Danske A-kasser
Danske A-kasser (tidl. AK-Samvirke) er en dansk brancheorganisation for arbejdsløshedskasser. Organisationen har pt. (2020) 22 af de 23 statsanerkendte a-kasser som medlemmer. Medlemmerne omfatter både fagligt afgrænsede a-kasser, tværfaglige a-kasser og a-kasser for selvstændige. I alt har de 22 a-kasser 2,1 mio. medlemmer. Arbejdsløshedskassen "ASE" er ikke medlem af brancheorganisationen.
Danske A-kasser blev grundlagt i 1947 og arbejder for at styrke a-kasserne i den arbejdsmarkedspolitiske debat, repræsenterer a-kasserne overfor det politiske system og varetager bl.a. uddannelse af a-kassernes medarbejdere. Danske A-kasser finansieres bl.a. af et kontingent, der fra 2019 udgør 6 kroner pr. a-kassemedlem.
Verner Sand Kirk er direktør for Danske A-kasser, mens Eva Obdrup fra 3F's A-kasse er formand .

## note
1. ↑  Interview med Eva Obdrup  Arkiveret 16. november 2020 hos  Wayback Machine